# Simetria especular
Na geometria algébrica e na física teórica, a simetria especular ou simetria espelho é uma relação entre objetos geométricos chamados variedades de Calabi-Yau. O termo refere-se a uma situação em que duas variedades de Calabi-Yau parecem muito geometricamente diferentes, mas são equivalentes quando empregadas as dimensões extras da teoria das cordas.